# Apocalyptic Revelation
Apocalyptic Revelation – drugi album studyjny brazylijskiej deathmetalowej grupy Krisiun, który ukazał się 27 października 1998 roku nakładem GUN Records.

## Lista utworów
1. „Creation’s Scourge” – 5:04
2. „Kings of Killing” – 4:24
3. „Apocalyptic Victory” – 5:28
4. „Aborticide (Into the Crypts of Holiness)” – 4:08
5. „March of the Black Hordes” – 4:48
6. „Vengeances Revelation” – 4:39
7. „Rites of Defamation” – 4:25
8. „Meaning of Terror” – 2:07
9. „Rises From Black” – 3:54

## Twórcy
- Moyses Kolesne – gitara elektryczna
- Max Kolesne – perkusja
- Alex Camargo – śpiew, gitara basowa
- Simon Fuhrmann – produkcja muzyczna, inżynieria dźwięku, miksowanie
- F. Sasaki – oprawa graficzna
- Alan Douches – remastering
- Raj Naik – oprawa graficzna (reedycja)

## Wydania
W 2001 roku nakładem Century Media Records ukazała się zremasterowana reedycja Apocalyptic Revelation z dodatkowymi trzema utworami: „They Call Me Death” (na nowo nagrany utwór z minialbumu Unmerciful Order), „Unholy Blasphemies” (cover Morbid Angel) i „Silent Scream” (cover Slayera).
Tabelę opracowano na podstawie materiału źródłowego.
| Rok wydania | Format | Numer katalogowy | Wytwórnia             |
| ----------- | ------ | ---------------- | --------------------- |
| 1998        | CD     | GUN 163          | GUN Records           |
| 2001        | CD     | 8042-2           | Century Media Records |